# Furylfuramid
Furylfuramid ist eine chemische Verbindung aus der Gruppe der Nitrofurane, die von 1965 bis 1974 in Japan als Konservierungsmittel eingesetzt, aufgrund mutagener und potentiell krebserregender Wirkung aber verboten wurde.

## Isomere
Aufgrund der Molekülstruktur eines Acrylamids mit zwei vicinalen Substituenten gibt es zwei Isomere von Furylfuramid, die sich dadurch unterscheiden, dass die Furyl- und Nitrofuryl-Gruppen an der Doppelbindung cis oder trans zueinander stehen. Als Konservierungsmittel verwandt wurde das cis-Isomer, das aufgrund der höheren Priorität von Carbonsäureamid-C-Atomen im Vergleich zu Furan-C-Atomen im Rahmen der CIP-Konvention mit (E)-Deskriptor bezeichnet wird; (Z)-Furylfuramid ist dementsprechend trans-konfiguriert. Die Umwandlung von cis-Furylfuramid in das trans-Isomer wird durch Enzyme aus E. coli katalysiert. Diese enzymatischen Isomerisierungsreaktion wurde näher erforscht, da angenommen wird, dass die Reduktion von Nitroverbindungen dieser Art für ihre biologische Aktivität bedeutend ist und ihr in vivo eine solche Isomerisierung vorausgeht.

## Biologische Wirkung
Unter dem Handelsnamen AF-2 wurde Furylfuramid ab 1965 in Japan zur Konservierung von Tofu, Wurst- und Fischwaren verwendet. 1971 wurde in einer Studie keine karzinogene Wirkung festgestellt. 1972 wurde jedoch in verschiedenen Ames-Tests eine mutagene Wirkung festgestellt. Dies führte dazu, dass die Tierversuche unter empfindlicheren Bedingungen (junge Ratten, erhöhte Enzymaktivität und höhere Fütterungsdosen) wiederholt wurden, wobei 1973 doch eine karzinogene Wirkung festgestellt wurde. Nach einer Kampagne des japanischen Verbraucherschutzverbands verbot die Regierung die Substanz im Jahr 1974. Bei Ratten löst Furfurylamid Vormagen-, Magen- und Brustkrebs aus.
Kurz darauf wurde auch bei Mäusen eine karzinogene Wirkung festgestellt.